# Uralskaja Molnija
Der Eispalast Uralskaja Molnija (Uralblitz) (russisch Ледовый дворец Уральская молния) ist eine Eissporthalle in Tscheljabinsk, Russland. Die Halle wurde nach der sechsfachen Olympiasiegerin Lidija Pawlowna Skoblikowa benannt. Die aus der Oblast Tscheljabinsk (Ural) stammende Eisschnellläuferin trug den Spitznamen „Uralblitz“.
Die Halle wurde im gleichen Zeitraum errichtet wie die Kometa in Kolomna und der Eispalast Krylatskoje in Moskau. Die Eisfläche umfasst das gesamte Feld und bietet Platz für vielseitige Benutzung. Neben dem Eisschnelllaufbetrieb wird Eishockey, Bandy, Eiskunstlauf, Curling und Shorttrack betrieben.
Erste Wettkämpfe waren die Russischen Meisterschaften 2005 und international in der Saison 2011/12 der Weltcup-auftakt.
Das norwegische Trio um Håvard Holmefjord Lorentzen, Kristian Reistad Fredriksen und Sverre Lunde Pedersen liefen beim Weltcup-Auftakt Juniorenweltrekord im Teamlauf. Über 8 Runden waren sie nur sechste bleiben mit 3:47,45 am 20. November 2011 aber unterhalb der Rekordmarke der Junioren.
Am 15. Februar 2013 ging ein Meteor über der Stadt Tscheljabinsk nieder, neben den vielen Verletzten wurde auch unter anderem die Halle schwer beschädigt.

## Veranstaltungen
| Mehrkampfeuropameisterschaft | 2015    |
| Weltcup                      | 2011/12 |

## Bahnrekorde

### Frauen
| Strecke                 | Athlet                                                   | Zeit    | Datum                 | Wettkampf                         |
| ----------------------- | -------------------------------------------------------- | ------- | --------------------- | --------------------------------- |
| 0100 m                  | Anastassija Ruban                                        | 0 12,65 | 10. Februar 2011      | Regional Race 2011                |
| 0500 m                  | Jing Yu                                                  | 0 37,65 | 19. November 2011     | Weltcup 2011/12                   |
| 1000 m                  | Christine Nesbitt                                        | 1:15,97 | 18. November 2011     | Weltcup 2011/12                   |
| 1500 m                  | Ireen Wüst                                               | 1:56,05 | 11. Januar 2015       | Mehrkampfeuropameisterschaft 2015 |
| 3000 m                  | Martina Sáblíková                                        | 4:05,23 | 10. Januar 2015       | Mehrkampfeuropameisterschaft 2015 |
| 5000 m                  | Martina Sáblíková                                        | 7:00,70 | 11. Januar 2015       | Mehrkampfeuropameisterschaft 2015 |
| Team Pursuit (6 Runden) | KanadaBrittany Schussler Christine Nesbitt Cindy Klassen | 3:02,07 | 20. November 2011     | Weltcup 2011/12                   |
| Mehrkampf               | Athlet                                                   | Punkte  | Datum                 | Wettkampf                         |
| 2 × 500 m               | Olga Fatkulina                                           | 077,460 | 22.–25. März 2011     | Russische Meisterschaften 2011    |
| Sprint-MK               | Julija Skokowa                                           | 157,885 | 16.–17. März 2010     | Astana Cup 2010                   |
| Mini-MK                 | Jekaterina Lobyschewa                                    | 164,716 | 10.–11. März 2008     | Russische Universiade 2008        |
| Kleiner MK              | Ireen Wüst                                               | 161,734 | 10. – 11. Januar 2015 | Mehrkampfeuropameisterschaft 2015 |

Nicht oder nicht mehr im internationalen Wettkampf ausgetragen.
- Stand: 11. Januar 2015[3]
- Summe der auf 500 m heruntergebrochenen Einzelstrecken (500, 1000, 1500, 3000, 5000 Meter): 196,267 Pkt.

### Männer
| Strecke                 | Athlet                                                    | Zeit     | Datum               | Wettkampf                         |
| ----------------------- | --------------------------------------------------------- | -------- | ------------------- | --------------------------------- |
| 0100 m                  | Lew Guschtschin                                           | 0 12,87  | 10. Februar 2011    | Regional Race 2011                |
| 0500 m                  | Dmitri Lobkow                                             | 0 34,79  | 25. März 2011       | Russische Meisterschaften 2011    |
| 01000 m                 | Stefan Groothuis                                          | 01:08,49 | 18. November 2011   | Weltcup 2011/12                   |
| 01500 m                 | Stefan Groothuis                                          | 01:45,70 | 18. November 2011   | Weltcup 2011/12                   |
| 03000 m                 | Anatoli Krascheninin                                      | 03:54,10 | 26. August 2006     | Summer Cup Of Russia 2006         |
| 05000 m                 | Sven Kramer                                               | 06:17,32 | 10. Januar 2015     | Mehrkampfeuropameisterschaft 2015 |
| 10.000 m                | Sven Kramer                                               | 13:07,27 | 11. Januar 2015     | Mehrkampfeuropameisterschaft 2015 |
| Team Pursuit (8 Runden) | NiederlandeJan Blokhuijsen Sven Kramer Wouter Olde Heuvel | 3.41,25  | 20. November 2011   | Weltcup 2011/12                   |
| Mehrkampf               | Athlet                                                    | Punkte   | Datum               | Wettkampf                         |
| 2 × 500 m               | Dmitri Lobkow                                             | 069,770  | 22.–25. März 2011   | Russische Meisterschaften 2011    |
| Sprint-MK               | Pawel Kulischnikow                                        | 141,295  | 3.–4. April 2014    | Russische Meisterschaften 2014    |
| Mini-MK                 | Russland                                                  | 156,231  | 1.–2. März 2012     | Russische Meisterschaften 2012    |
| Kleiner MK              | Konstantin Nikitin                                        | 153,219  | 10.–12. März 2012   | Russische Meisterschaften 2012    |
| Großer MK               | Sven Kramer                                               | 149,928  | 10.–11. Januar 2015 | Mehrkampfeuropameisterschaft 2015 |

Nicht oder nicht mehr im internationalen Wettkampf ausgetragen.
- Stand: 11. Januar 2015[3]
- Summe der auf 500 m heruntergebrochenen Einzelstrecken (500, 1000, 1500, 5000, 10.000 Meter): 181,264 Pkt.